# Антена (часопис)
Часопис „Антена“ је представник рукописних листова насталих у рововском окружењу (Солунски фронт).Због услова рада и пркоса цензури, изашао је два пута у 1916, од чега је само један број сачуван.

## Историјат
Овај „лист за збиљу и за шалу, за интригу и похвалу”,  излазио је у Логору бежичнне телеграфије Врховне команде у Солуну 1916. године.Уредник је био др Андрејевић – кувар, који је око себе окупио неколицину војника који су писали за часопис. Аутори текстова користили су се псеудонимима и иницијалима Орао, Шваба, Ц. Часопис је био шаљивог карактера и обрађивао је теме из свакодневног живота војника. Поред поезије и прозе, као вид изражавања користе се и карикатуре и стрип.
Претплата на лист износи 6 динара годишње, 3 динара полугодишње, а цена појединачног броја износи 10 пара.

### Тематика
- Шаљиве песме и приче
- Разне вести
- Анкете
- Анегдоте
- Рекламе, огласе
- Стрип[3]

### Изглед листа
Овај рукописни лист, писан је на пaус папиру машинске производње. Текст је писан двостубачно црним тушем, штампаним словима ћирилице. Цео број исписала иста рука. Илустрације су рађене тушем и графитном оловком.

### Периодичност излажења
Излази једанпут недељно.

### Место издавања
Солун, 1916. године.